# وولشتات
وولشتادت (به آلمانی: Wöllstadt) یک شهر در آلمان است که در وتراوکرایس واقع شده‌است.